# 蛇紋岩

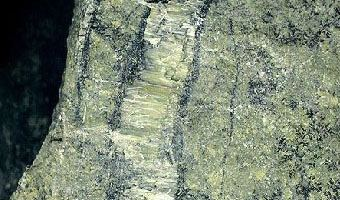
蛇紋岩

蛇紋岩（じゃもんがん、serpentinite）は、主に蛇紋石（serpentine）からなる岩石である。変成岩ないし火成岩中の超塩基性岩のどちらかに分類される。岩石の表面に蛇のような紋様が見られることから、蛇紋岩と命名された。2016年5月10日に日本地質学会によって「岩手県の岩石」に選定された。

## 概要
蛇紋岩は蛇紋石Mg3Si2O5(OH)4を主要構成鉱物とする超塩基性岩でかんらん岩などが水と反応し、蛇紋岩化作用（もしくは蛇紋石化作用）を受けることで生成する。蛇紋石化作用は主に超塩基性岩類中のカンラン石で起こり、カンラン石と水から蛇紋石と磁鉄鉱が生成される反応で表される。蛇紋岩化作用の程度は岩体により様々で、作用の弱いものは原岩を構成する鉱物が多く残り、作用の強いものはそのほとんどが蛇紋石化している。
蛇紋石化作用の一例
{\displaystyle {\ce {{2Mg2SiO4}+ {3H2O}-> {Mg3Si2O5(OH)4}+ Mg(OH)2}}}
{\displaystyle {\ce {{3Mg2SiO4}+ {SiO2}+ {4H2O}-> 2 Mg3Si2O5(OH)4}}}

## 特性

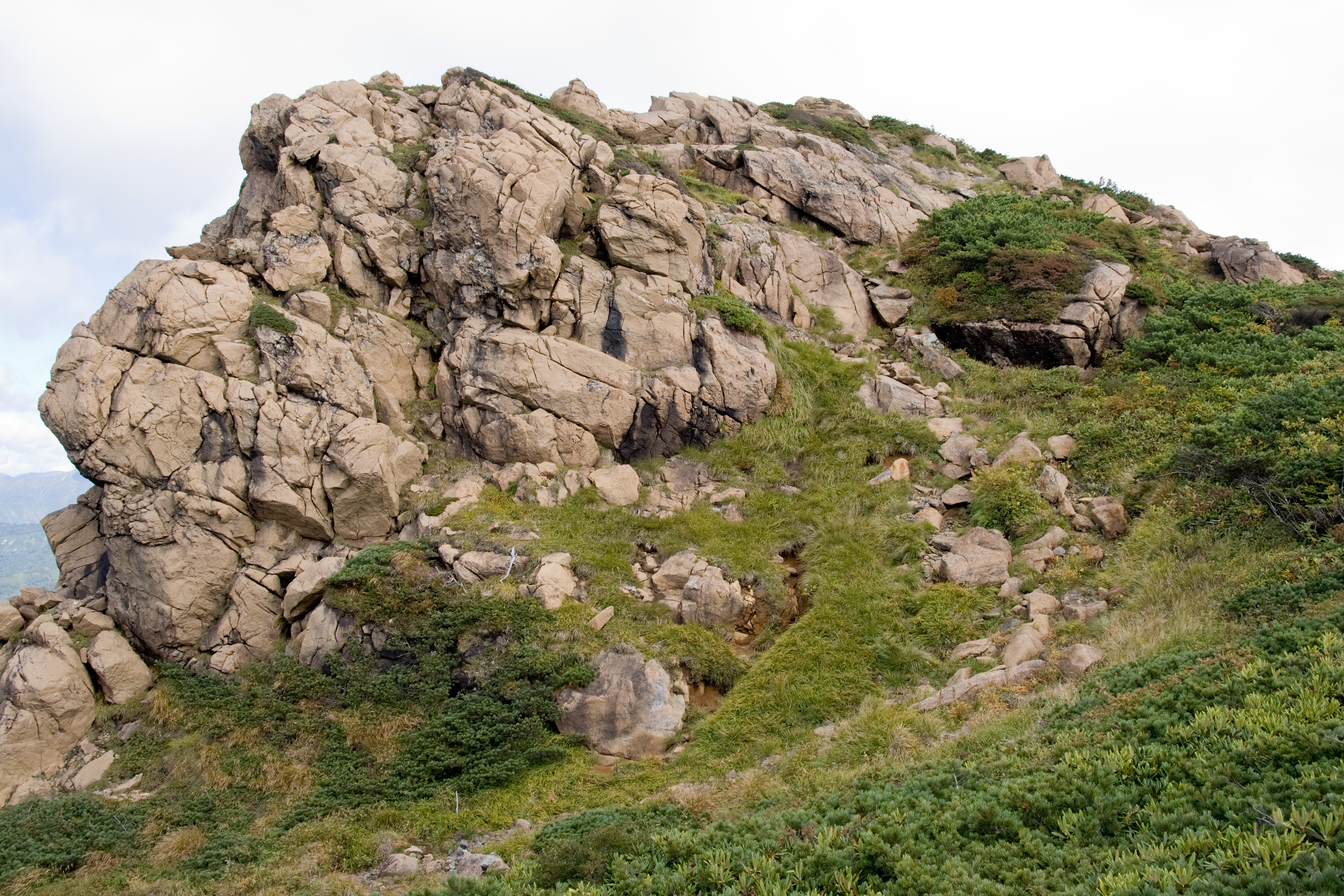
至仏山頂に露出する蛇紋岩

蛇紋岩は地質的に脆弱な地質構造線や断層構造に沿って広く分布する。含水鉱物であるため風化作用を受けやすく、もろくて崩れやすい性質がある。そのため、蛇紋岩で形成された地域は地すべり地帯となり、土木工事の際には難工事となる。特に、蛇紋岩の地層を貫くトンネルの掘削作業には特段の配慮を要する。岩石の表面は、モンモリロナイト、スメクタイトなどの粘土鉱物を含み平滑状となっていることが多く、断層などの滑り面には強い鏡のような光沢（鏡面反射）が形成されることもある。登山においては滑落事故が起こりやすい（例えば越後山脈の谷川岳や至仏山）。

## 利用

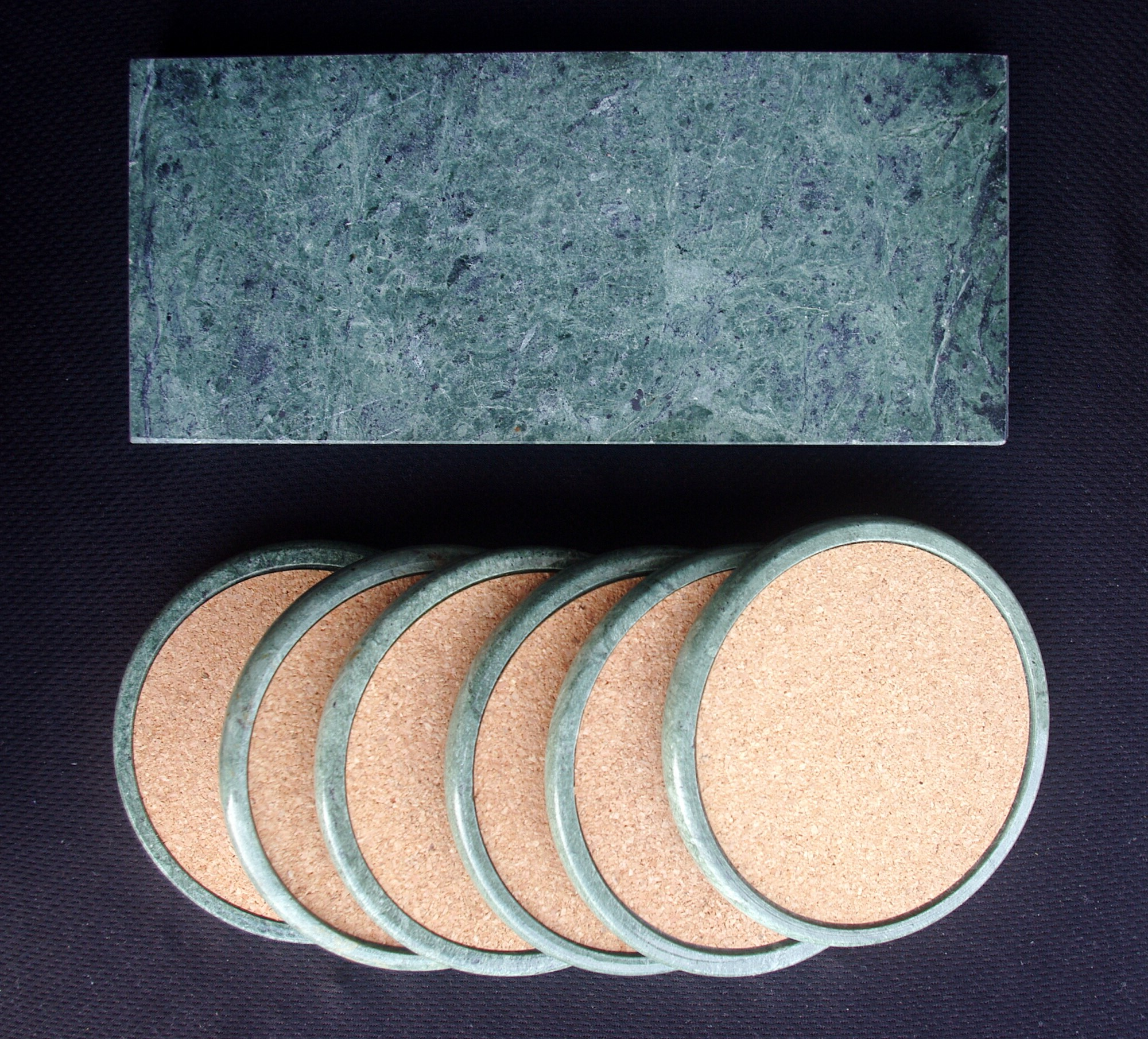
石材としての利用例ー表札用に加工したもの(上)、コースターに加工したもの(下)．なお、いずれの石材も「台湾蛇紋」の名で流通している．

クロム、石綿、ニッケルなど鉱物資源を内包していることが多い。このためセメントの材料や石材に使われ、鉱業開発が進められる場合もある。日本では2017年4月、庭石として蛇紋岩を長年加工してきた造園業者が石綿を吸入したことが原因とみられる肺癌で労働災害を認定された。

### 農業
蛇紋岩自体も苦土肥料の原料として用いられる。

#### 生育障害
作物によっては生育障害を起こす事がある。
- クワ - 過剰なニッケル (Ni)[8]。
- ミカン - モリブデン (Mo) 欠乏[9]

#### ブランド米
蛇紋岩質土砂や蛇紋岩に由来する粘土を多く含む地域ではマグネシウムとカリウムに恵まれた土壌が形成される。例えば、兵庫県養父市では八木川が蛇紋岩を削るため、八鹿町八木地区などでは一部において蛇紋岩質土壌の上で育てた米を「蛇紋岩米」として地域ブランド化している。